# コエ語族
コエ諸語（コエしょご、Khoe languages）はアフリカ南部の非バンツー語系語族である。かつてはコイサン語族の下位系統である「中央コイサン語」とされたが、コイサン諸語は現在ではひとつの語族として受け入れられていないため、現在はその名は便宜上の用語としてしか用いられない。
最も規模が大きくよく知られたコエ諸語の言語はナミビアのナマ語であり、ナマ語は「Khoekhoegowab」や「ホッテントット」の名で知られる。その他の言語はボツワナのカラハリ砂漠に主に分布する。
コエ諸語はヨーロッパの植民地支配者によって最初に知られたコイサン諸語であり、吸着音で有名であるが、他のコイサン諸語ほど吸着音の種類は多くない。両唇吸着音[ʘ]は使用せず、非破擦的吸着音である歯茎吸着音[ǃ]と硬口蓋歯茎吸着音[ǂ]も使用しない言語がある。南西カラハリ・コエ語群のグイ語の場合、4種類のクリック音種と13種類のクリック伴音の組み合わせによって52種類の吸着音がある。
コエ諸語はナミビアおよび南アフリカのコエコエ語派（ナマ語など）とボツワナおよびジンバブエのカラハリ・コエ語派（Tshu–Khwe語派、ガナ語・グイ語・ツィラ語・ナロ語・ハバ語・シュア語など）が下位系統である。南アフリカのナマ語をのぞいて、ツワナ語のような国家的・地域的共通言語の圧力にさらされている。

## 類縁関係
コエ諸語は絶滅したクワディ語とともにコエ・クワディ語族(Kwadi-Khoe)を成す。さらにクワディ・コエ語族は孤立した言語であるサンダウェ語と姉妹群をなし、コエ・サンダウェ語族を形成するという説もあるが、現段階では仮説である。